# Beethovenplatz (Hanau)
Der Beethovenplatz  in Hanau ist ein Kreisverkehr, der 1926/27 an der Kreuzung zwischen der Kastanienallee und der Hochstädter Landstraße angelegt wurde.

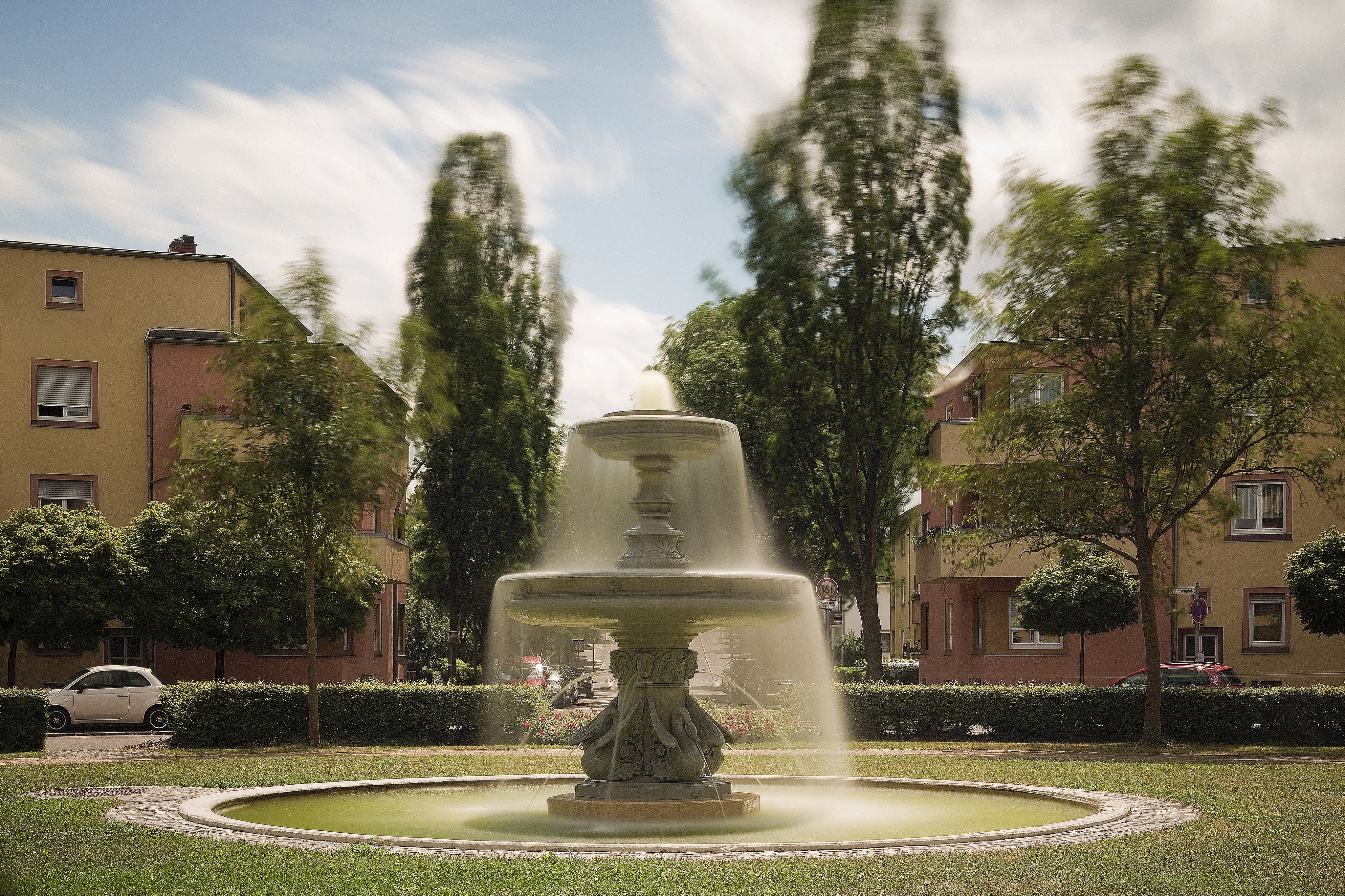
Beethovenplatz im Sommer

## Verkehrliche Bedeutung
Damals war der Ausbau neuer und bereits bestehender Verkehrsachsen angestrebt, um die Hanauer Innenstadt vom aufkommenden motorisierten Verkehr zu entlasten. An den Kreuzungspunkten zwischen den äußeren Ring- und den Ausfallstraßen sollten Kreisverkehre entstehen. Dazu gehörte auch der Beethovenplatz. Das Projekt wurde unter der Verwaltung durch Oberbürgermeister Kurt Blaum verwirklicht. Der Beethovenplatz bildete ab 1928 zugleich die Wendeschleife für die Linie 1 der Hanauer Straßenbahn.
Die verkehrliche Bedeutung des Platzes reduzierte sich jedoch stark, als 1935 tangential in knapp 50 m Entfernung vom Beethovenplatz die heutige Bundesstraße 8/40 errichtet wurde. Diese Straße und der Platz durchbrachen die ursprünglich durchgehende Achse der vom Schloss Philippsruhe kommenden Kastanienallee nach etwa zwei Dritteln ihres Verlaufs und überlagern so das barocke Straßenkonzept am westlichen Rand von Hanau.

## Städtebau
Städtebaulich sollte der Platz hohen Ansprüchen genügen. Er stellte das Tor Hanaus nach Westen dar, also den repräsentativen Stadteingang für den von Frankfurt am Main kommenden Verkehr, sowie den städtebaulichen Kontrapunkt zu dem am östlichen Stadtrand angelegten Kreisverkehr um die Ehrensäule.

## Gestaltung
Die Mitte des Beethovenplatzes bildet ein Rasenrund mit einem Durchmesser von 40 m, in dessen Mitte seit 1976 der Schwanenbrunnen (ehemals: Kanaltorplatz) platziert wurde. Umrahmt wird der Platz von einheitlichen, vierstöckigen Wohngebäuden. Das Konzept des Platzes und der Bebauung stammt im Wesentlichen von Georg Clormann. Bestimmend sind für die Gestaltung Balkone, die die Gebäudeecken umgreifen, Fenster in Eckstellung und andere Elemente expressionistischen Bauens. Die Anlage entstand offensichtlich unter dem Einfluss des innovativen Wohnsiedlungsbaus in Frankfurt a. M., der dort nach Plänen von Ernst May gestaltet wurde. Diese für damalige Verhältnisse sehr fortschrittliche Bebauung fand in Hanau aber keine Nachfolge.

## Bedeutung
Der Beethovenplatz ist als Gesamtanlage, und die ihn umrandenden Gebäude als Einzelkulturdenkmale, Kulturdenkmäler aufgrund des Hessischen Denkmalschutzgesetzes.